# Condado de Putnam (Ohio)
El condado de Putnam (en inglés: Putnam County), fundado en 1820, es uno de 92 condados del estado estadounidense de Ohio. En el año 2000, el condado tenía una población de 34,726 habitantes y una densidad poblacional de 28 personas por km². La sede del condado es Ottawa. El condado recibe su nombre en honor al General Israel Putnam (1718–1790), un oficial durante la Guerra de Independencia de los Estados Unidos.

## Geografía
Según la Oficina del Censo, el condado tiene un área total de 1,254 km², de la cual 1,253 km² es tierra y 1 km² (0.07%) es agua.

### Condados adyacentes
- Condado de Henry (este)
- Condado de Hancock (este)
- Condado de Allen (sur)
- Condado de Van Wert (suroeste)
- Condado de Paulding (oeste)
- Condado de Defiance (noroeste)
- Condado de Wood (noreste)

## Demografía
Según la Oficina del Censo en 2000, los ingresos medios por hogar en el condado eran de $46,426, y los ingresos medios por familia eran $52,859. Los hombres tenían unos ingresos medios de $36,548 frente a los $23,963 para las mujeres. La renta per cápita para el condado era de $18,680. Alrededor del 5.60% de la población estaban por debajo del umbral de pobreza.

## Municipalidades

### Villas
| - Belmore - Cloverdale - Columbus Grove - Continental | - Dupont - Fort Jennings - Gilboa - Glandorf | - Kalida - Leipsic - Miller City - Ottawa | - Ottoville - Pandora - West Leipsic |

### Áreas no incorporadas
| - Avis - Croswell - Cuba - Dorninton - Douglas | - Elm Center - Hartsburg - Hector - Jones City - Kieferville | - Muntanna - New Cleveland - North Creek - Prentiss - Rice | - Rimer - Rushmore - Townwood - Vaughnsville - Wisterman |

### Municipios
El condado de Putnam está dividido en 15 municipios:
| - Blanchard - Greensburg - Jackson - Jennings - Liberty | - Monroe - Monterey - Ottawa - Palmer - Perry | - Pleasant - Riley - Sugar Creek - Union - Van Buren |